# Барис (оазис)
Барис (араб. باريس) — оазис, расположенный в 90 километрах к югу от Аль-Харги в Египте.

## История
Один из самых известных памятников является Храм Исиды в Лоше, иногда называемый как Храм Доша, построенный в римскую эпоху. Рядом с ним находится старый турецкий замок, построенный из сырцового кирпича, и старая коптская церковь.
Одной из самых ярких особенностей оазиса является Барис аль-Гедида, расположенный примерно в 2 километрах к северу от первоначального города. Эта область особенно значима, поскольку она демонстрирует работу Хассана Фатхи, известного современного архитектора Египта. Проекты Фатхи в Барис аль-Гедида являются данью уважения традиционным архитектурным практикам и материалам. Его мысль заключалась в том чтобы создать модель для новых поселений, которая бы сочетала современные потребности с исторической архитектурной мудростью.
Название города происходит от коптского : ⲡⲁⲣⲏⲥ, что переводится как «тот, что на юге».
Помимо медицинского туризма, регион зависит от археологического туризма, так как здесь находится группа серных и минеральных источников, известных своими химическими соединениями и лечением некоторых заболеваний, таких как ревматизм и аллергия, к которым стекаются туристы, особенно из Европы, помимо сельского хозяйства.